# NGC 6070
NGC 6070 (другие обозначения — UGC 10230, MCG 0-41-4, ZWG 23.17, IRAS16074+0050, PGC 57345) — спиральная галактика (Sc) в созвездии Змея.
Этот объект входит в число перечисленных в оригинальной редакции «Нового общего каталога».